# چارلز وولستن
چارلز وولستن (به انگلیسی: Charles Wollaston) بازیکن فوتبال زادهٔ ۳۱ ژوئیه ۱۸۴۹ اهل کشور انگلستان که سابقهٔ بازی در تیم ملی فوتبال انگلستان را در کارنامهٔ خود دارد. وی در تاریخ ۷ مارس ۱۸۷۴ نخستین بازی ملی خود را در مقابل تیم ملی فوتبال اسکاتلند انجام داد و با حضور در ۴ بازی ملی، در تاریخ ۱۳ مارس ۱۸۸۰ واپسین بازی ملی‌اش را در برابر تیم ملی فوتبال اسکاتلند برگزار کرد.
این بازیکن توانسته در بازی‌های ملی، ۱ گل به ثمر برساند.